# 9a etapa del Tour de França de 2012

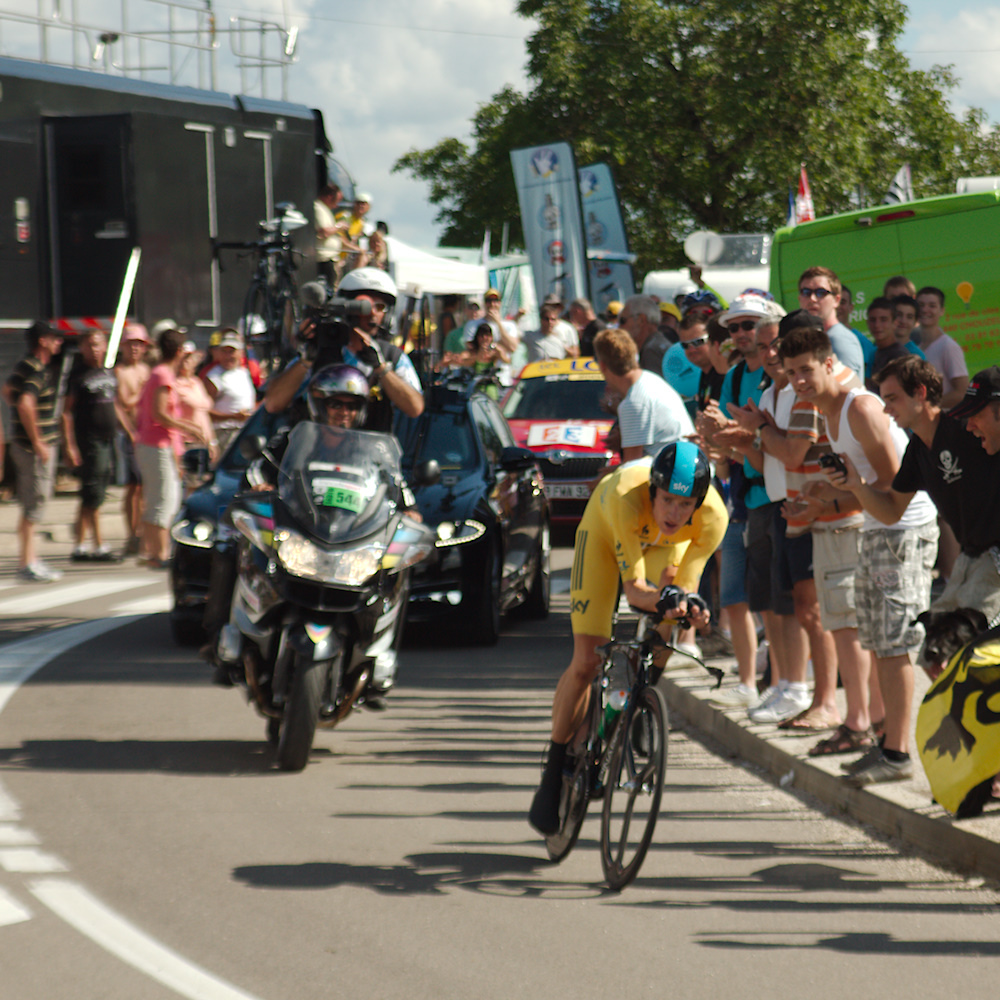
El líder de la classificació general, Bradley Wiggins, guanyador de la seva primera etapa al Tour de França, alhora que augmentà les diferències en la general a 1' 53" sobre Cadel Evans.

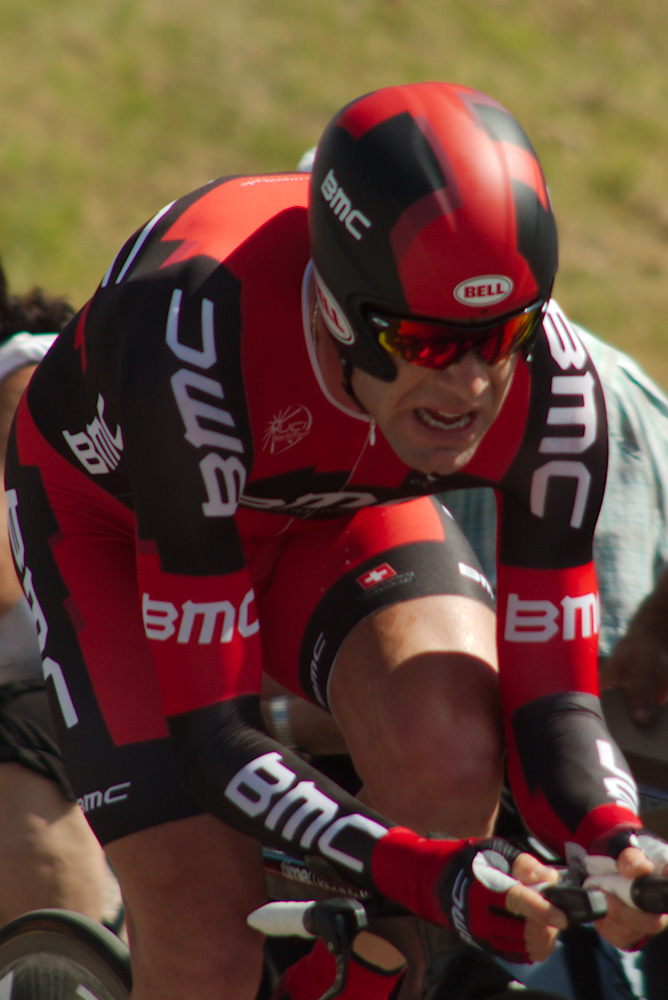
Cadel Evans acabà sisè en l'etapa.

La 9a etapa del Tour de França de 2012 es disputà el dilluns 9 de juliol de 2012 sobre un recorregut de 41,5 km en la modalitat de contrarellotge individual entre les localitats d'Arc-et-Senans i Besançon.
El vencedor de l'etapa fou Bradley Wiggins (Team Sky), que superà en 35" al seu company d'equip Christopher Froome i en 57 a Fabian Cancellara (RadioShack-Nissan). Amb aquesta victòria consolidà el liderat a la cursa, superant a Cadel Evans (BMC Racing Team) en 1' 53". Tejay van Garderen (BMC Racing Team) recuperà el mallot blanc en detriment de Rein Taaramae (Cofidis).

## Perfil de l'etapa
La primera de les dues contrarellotges individuals és més aviat plana, tot i que durant el primer terç de l'etapa els ciclistes han de pujar fins als 379 m a què es troba Abbans-Dessus, al km 16,5, el punt més elevat de l'etapa. Un cop a Boussières s'entra a la vall del riu Doubs i el terreny es torna més pla.

## Desenvolupament de l'etapa
Com sol ser habitual en les etapes contrarellotge els ciclistes prengueren la sortida en l'ordre invers a la classificació general. El primer a prendre la sortida fou Brice Feillu (Saur-Sojasun), que va fer un temps de 57' 33" i que no fou superat fins a l'arribada de Gustav Larsson (Vacansoleil-DCM), que el superà en més de tres minuts, acabant amb 54' 19". El seu temps fou el millor durant una hora, fins que el seu company d'equip Lieuwe Westra parà el temps amb 54' 09". El següent en situar-se en primera posició fou Tony Martin (Omega Pharma-Quick Step), que parà el temps en 53' 40 ", tot i tenir una fractura d'escafoides al canell esquerre i patir una punxada al km 5 de l'etapa. Fabian Cancellara (RadioShack-Nissan) fou el següent en millorar el temps i deixar-lo en 52' 21".
El temps de Cancellara fou amenaçat per Tejay van Garderen (BMC Racing Team), que millorà els registres intermedis, però al final quedà nou segons rere Cancellara. Finalment aquest temps fou millorat pels dos líders del Team Sky: primer Chris Froome rebaixà el temps en 22" i posteriorment Bradley Wiggins el millorà encara més, per deixar-lo en 51' 24" i fer-se d'aquesta manera amb la seva primera victòria d'etapa al Tour de França, alhora que augmentava les diferències respecte a la resta de perseguidors. Rein Taaramae (Cofidis) va perdre el mallot blanc en favor de van Garderen.

## Punts
- Punts atorgats a Besançon (km 41,5)

| Primer  | Bradley Wiggins (GBR)    | 20 pts |
| Segon   | Christopher Froome (GBR) | 17 pts |
| Tercer  | Fabian Cancellara (SUI)  | 15 pts |
| Quart   | Tejay van Garderen (USA) | 13 pts |
| Cinquè  | Sylvain Chavanel (FRA)   | 11 pts |
| Sisè    | Cadel Evans (AUS)        | 10 pts |
| Setè    | Peter Velits (SVK)       | 9 pts  |
| Vuitè   | Vincenzo Nibali (ITA)    | 8 pts  |
| Novè    | Denís Ménxov (RUS)       | 7 pts  |
| Desè    | Andreas Klöden (GER)     | 6 pts  |
| Onzè    | Maxime Monfort (BEL)     | 5 pts  |
| Dotzè   | Tony Martin (GER)        | 4 pts  |
| Tretzè  | Haimar Zubeldia (ESP)    | 3 pts  |
| Catorzè | Rui Costa (POR)          | 2 pts  |
| Quinzè  | Janez Brajkovic (SVN)    | 1 pt   |

## Classificació de l'etapa
|    | Ciclista                 | Equip                   | Temps    |
| -- | ------------------------ | ----------------------- | -------- |
| 1  | Bradley Wiggins (GBR)    | Team Sky                | 51' 24"  |
| 2  | Chris Froome (GBR)       | Team Sky                | + 35"    |
| 3  | Fabian Cancellara (SUI)  | RadioShack-Nissan       | + 57"    |
| 4  | Tejay van Garderen (USA) | BMC Racing Team         | + 1' 06" |
| 5  | Sylvain Chavanel (FRA)   | Omega Pharma-Quick Step | + 1' 24" |
| 6  | Cadel Evans (AUS)        | BMC Racing Team         | + 1' 43" |
| 7  | Peter Velits (SVK)       | Omega Pharma-Quick Step | + 1' 59" |
| 8  | Vincenzo Nibali (ITA)    | Liquigas-Cannondale     | + 2' 07" |
| 9  | Denís Ménxov (RUS)       | Team Katusha            | + 2' 08" |
| 10 | Andreas Klöden (GER)     | RadioShack-Nissan       | + 2' 09" |

## Classificació general
|    | Ciclista                    | Equip               | Temps       |
| -- | --------------------------- | ------------------- | ----------- |
| 1  | Bradley Wiggins (GBR)       | Team Sky            | 39h 09' 20" |
| 2  | Cadel Evans (AUS)           | BMC Racing Team     | + 1' 53"    |
| 3  | Chris Froome (GBR)          | Team Sky            | + 2' 07"    |
| 4  | Vincenzo Nibali (ITA)       | Liquigas-Cannondale | + 2' 23"    |
| 5  | Denís Ménxov (RUS)          | Team Katusha        | + 3' 02"    |
| 6  | Haimar Zubeldia (ESP)       | RadioShack-Nissan   | + 3' 19"    |
| 7  | Maxime Monfort (BEL)        | RadioShack-Nissan   | + 4' 23"    |
| 8  | Tejay van Garderen (USA)    | BMC Racing Team     | + 5' 14"    |
| 9  | Jurgen van den Broeck (BEL) | Lotto-Belisol       | + 5' 20"    |
| 10 | Nicolas Roche (IRL)         | AG2R La Mondiale    | + 5' 29"    |

## Classificacions annexes
|    | Ciclista                  | Equip               | Punts   |
| -- | ------------------------- | ------------------- | ------- |
| 1r | Peter Sagan (SVK)         | Liquigas-Cannondale | 217 pts |
| 2n | Matthew Harley Goss (AUS) | Orica-GreenEDGE     | 185 pts |
| 3r | André Greipel (GER)       | Lotto-Belisol       | 172 pts |

|    | Ciclista                 | Equip                 | Punts  |
| -- | ------------------------ | --------------------- | ------ |
| 1r | Fredrik Kessiakoff (SWE) | Astana Qazaqstan Team | 21 pts |
| 2n | Chris Froome (GBR)       | Team Sky              | 20 pts |
| 3r | Cadel Evans (AUS)        | BMC Racing Team       | 18 pts |

|    | Ciclista                 | Equip             | Temps       |
| -- | ------------------------ | ----------------- | ----------- |
| 1r | Tejay van Garderen (USA) | BMC Racing Team   | 39h 14' 34" |
| 2n | Rein Taaramae (EST)      | Cofidis           | + 42"       |
| 3r | Tony Gallopin (FRA)      | RadioShack-Nissan | + 45"       |

|    | Equip                   | Temps        |
| -- | ----------------------- | ------------ |
| 1r | RadioShack-Nissan       | 117h 36' 25" |
| 2n | Team Sky                | + 1' 25"     |
| 3r | Omega Pharma-Quick Step | + 13' 25"    |

## Abandonaments
No n'hi hagué cap.